# Alice's Spooky Adventure
Alice's Spooky Adventure er en amerikansk stumfilm fra 1924 af Walt Disney.

## Medvirkende
- Virginia Davis som Alice
- Leon Holmes
- Spec O'Donnell